# Freistaat Schwarzburg-Rudolstadt
Der Freistaat Schwarzburg-Rudolstadt entstand nach dem Ersten Weltkrieg aus dem Fürstentum Schwarzburg-Rudolstadt. Er existierte vom November 1918 bis zu seiner Vereinigung mit sechs weiteren Frei- und Volksstaaten zum Land Thüringen am 1. Mai 1920.

## Geschichte
Am 23. November 1918 legte Fürst Günther Victor für das Fürstentum Schwarzburg-Rudolstadt die Regierungsgeschäfte nieder, nachdem er zwei Tage zuvor noch ein Gesetz mit den erforderlichen  Verfassungsänderungen unterschrieben hatte. Damit war aus dem Fürstentum ein Freistaat geworden.
Der 1912 zuletzt gewählte Landtag, in dem SPD eine Mehrheit hatte, bestätigte am 23. November die drei Abteilungsvorstände und Staatsbeamten der alten Landesregierung, den Staatsminister Franz Freiherr von der Recke, den Geheimen Staatsrat Richard Werner und den Staatsrat Friedrich Wißmann, in ihren Ämtern und wählte Emil Hartmann (SPD), Ernst Otto (SPD) sowie Albert Scholl (SPD) und Oskar Hertel (DDP) zu weiteren Mitgliedern des Gesamtministeriums, wobei Vorsitzender Emil Hartmann wurde. Am 8. Dezember verabschiedete der Landtag ein neues Wahlgesetz und  bestimmte für die Landtagswahlen den 16. März 1919 als Termin.
Bei den Landtagswahlen errang die SPD wieder die absolute Mehrheit. Am 23. Mai wurden die Regierungsmitglieder im Amt bestätigt, Freiherr von der Recke kandidierte aber nicht mehr.
Am gleichen Tag stimmte der Landtag von Schwarzburg-Rudolstadt als erstes thüringisches Parlament dem Zusammenschluss der Thüringischen Staaten zu.
Mit der Gründung des Landes Thüringen am 1. Mai 1920 hörte der Freistaat Schwarzburg-Rudolstadt formal auf, als souveräner Bundesstaat zu bestehen. Das „Gesetz über die Verwaltung der ehemaligen thüringischen Länder in der Übergangszeit“ vom 9. Dezember 1920 wandelte schließlich den Freistaat in einen Kommunalverband höherer Ordnung mit Gebietsvertretung und Gebietsregierung um, der schließlich am 1. April 1923 aufgehoben wurde.
Mit einem am 22. November 1918 von Fürst Günther Victor erlassenen und vom Landtag bestätigten Gesetz wurde eine Abfindungsvereinbarung über dessen Besitz- und Vermögensverhältnisse getroffen. Das Kammergut mit 22.600 Hektar Fläche, die Münzsammlung in Rudolstadt und die Waffensammlung im Zeughaus des Schlosses Schwarzburg wurden Eigentum des Staates. Dem ehemaligen Landesherrn wurden eine lebenslange jährliche Rente von 150.000 Mark und  Nutzungsrechte an dem Schloss Schwarzburg, Jagdschloss Rathsfeld und einigen Räumen der Heidecksburg zugesprochen. Daneben wurde der wesentliche Inhalt der Schlösser sein Eigentum und es standen ihm Jagdrechte im Schwarzburger Forst sowie Fischereirechte in der Schwarza zu.

## Wahl zum ersten Landtag
- Wahltermin: 16. März 1919
- Sitze im Landtag: 17

| Partei             | Ergebnis | Sitze |
| ------------------ | -------- | ----- |
| Bund der Landwirte | 13,61 %  | 2     |
| DDP                | 14,73 %  | 3     |
| DNVP und DVP       | 10,75 %  | 1     |
| SPD                | 54,10 %  | 11    |
| USPD               | 6,81 %   | –     |

- Landesregierung: Vorstand des Gesamtministeriums Emil Hartmann (SPD),
 beamtete Mitglieder des Gesamtministeriums Geheimer Staatsrat Richard Werner und Staatsrat Friedrich Wißmann,
 parlamentarische Mitglieder Ernst Otto (SPD), Albert Scholl (SPD) und Oskar Hertel (DDP)
- Landtag Schwarzburg-Rudolstadt (1919–1923)